# Jezioro Dobrowieckie Małe
Jezioro Dobrowieckie Małe – jezioro o powierzchni 9,42 ha w województwie zachodniopomorskim, w powiecie białogardzkim, w gminie Tychowo.
Jezioro moreny dennej. Nad jeziorem znajduje się kąpielisko niestrzeżone. Miejsce do biwakowania, miejsce postoju.
W 1950 roku wprowadzono urzędowo nazwę Jezioro Dobróweckie Małe, zastępując poprzednią niemiecką nazwę jeziora – Kleiner See. W 2006 roku Komisja Nazw Miejscowości i Obiektów Fizjograficznych w wykazie hydronimów przedstawiła nazwę Jezioro Dobrowieckie Małe.